# أندي ويبوو
أندي ويبوو (مواليد 9 يونيو 1980) هو سبّاح إندونيسي، مثّل بلاده في الألعاب الأولمبية الصيفية 2004.

## روابط خارجية
أندي ويبوو على موقع الاتحاد الدولي للسباحة (الإنجليزية)
- أندي ويبوو على موقع أوليمبيديا (الإنجليزية)